# くりはら田園鉄道線
くりはら田園鉄道線（くりはらでんえんてつどうせん）は、宮城県登米市の石越駅と同県栗原市の細倉マインパーク前駅まで結んでいた、くりはら田園鉄道の鉄道路線である。2007年に廃止された。

## 路線データ （廃止時）
- 路線距離（営業キロ）：25.7 km
- 軌間：1067 mm
- 駅数：16駅（起終点駅含む）
- 複線区間：なし（全線単線）
- 電化区間：なし（全線非電化）
- 認可最高速度：75 km/h（くりはら田園鉄道移管後）
- 閉塞方式：
  - スタフ閉塞式（石越 - 若柳間、栗駒 - 細倉マインパーク前間）
  - タブレット閉塞式（若柳 - 栗駒間）

## 歴史
1921年（大正10年）、栗原軌道として東北本線と接続する宮城県北西部にある登米郡石越村（現・登米市）の石越駅から、栗原郡若柳町、大岡村を経由して、同郡沢辺村（現・栗原市）の沢辺駅までの約9 kmの区間において、762 mm軌間の軽便規格路線（ただし軽便鉄道法ではなく軌道法に準拠）を以って開通した。翌年には岩ヶ崎町まで延長し、全線で約17 kmとなった。いずれの駅も迫川およびその支流の三迫川の左岸（北岸）側にあり、戦後の昭和の大合併前後に生まれた石越町・若柳町・金成町（沢辺村は金成村隣接）・栗駒町の各町の中心部隣接あるいは近接していた。以降、これら5駅の間に駅を増やしていった。1941年（昭和16年）に運行会社は社名を栗原鉄道に改め、翌1942年（昭和17年）に全線を地方鉄道法準拠の鉄道線に変更し、同年に三迫川の右岸（南岸）側にある鶯沢村の細倉鉱山まで路線を延ばした（全線：約25.7 km）。
開業から戦後までは軌間762 mmの非電化路線であったが、戦後復興期になると石炭価格の高騰・低質炭の流通から、1950年（昭和25年）に直流電化を行った。従来に比べ列車最高速度は2倍、運転時分は40%短縮、列車回数は50%増となり、運輸収入は25%増となった。さらにその5年後の1955年（昭和30年）には石越駅における貨物の積み替えの手間を省くため、東北本線と同じ軌間の1,067 mmに改軌して直通を可能にした。同年、運行会社の社名も栗原電鉄となったが、1964年（昭和39年）に陸前乗合自動車との合併で宮城中央交通に変わり、1969年（昭和44年）に栗原鉄道に社名が戻った。こうして東北随一の近代的な路線へと成長したものの、乗客・貨物の減少により1970年（昭和45年）から赤字経営に陥り、1988年（昭和63年）に細倉鉱山が閉山となると収入の柱であった貨物輸送が廃止され、経営悪化に拍車をかけた。
欠損補助打ち切りを契機として、1993年（平成5年）には三セク化により路線が沿線自治体の手に委ねられることとなり、さらに1995年（平成7年）には設備の老朽化により電化を廃し、運行会社の社名もくりはら田園鉄道と改め、廃止までの10年余りを運行した。なお、電化廃止により新造した気動車（ディーゼルカー）による運行となったが、架線柱などは存置され、また旧来のタブレットや腕木式信号機などの信号設備が引き続き使用されたため、電化時代の面影を廃線時まで色濃く残していた。しかし、その後も乗客の減少は続き、赤字の大半を補填していた宮城県が2003年（平成15年）に支援打ち切りを表明し、以降も状況が好転しなかったことから、2007年（平成19年）にやむなく廃線となった。

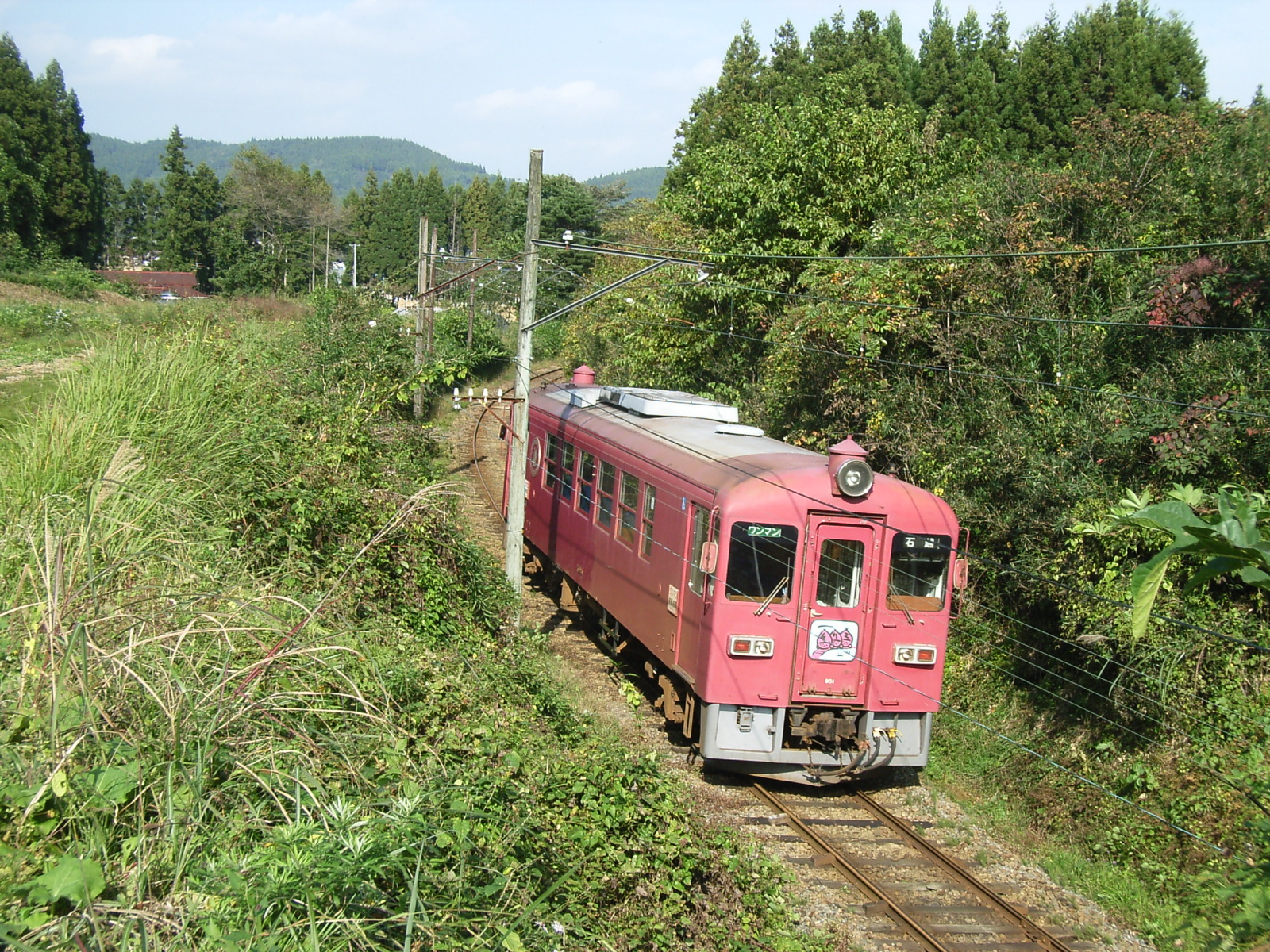
栗原田町駅 - 尾松駅間 （2005年10月17日）
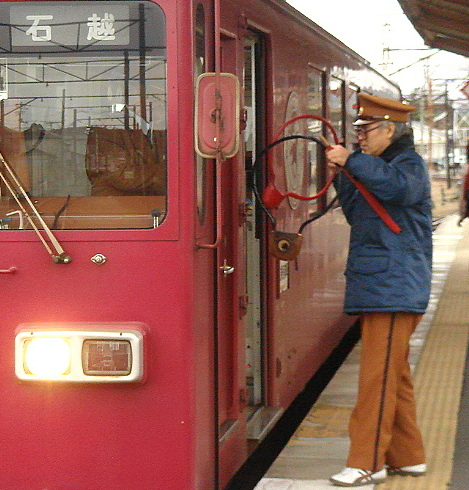
栗駒駅でのタブレット交換 （2007年4月27日）
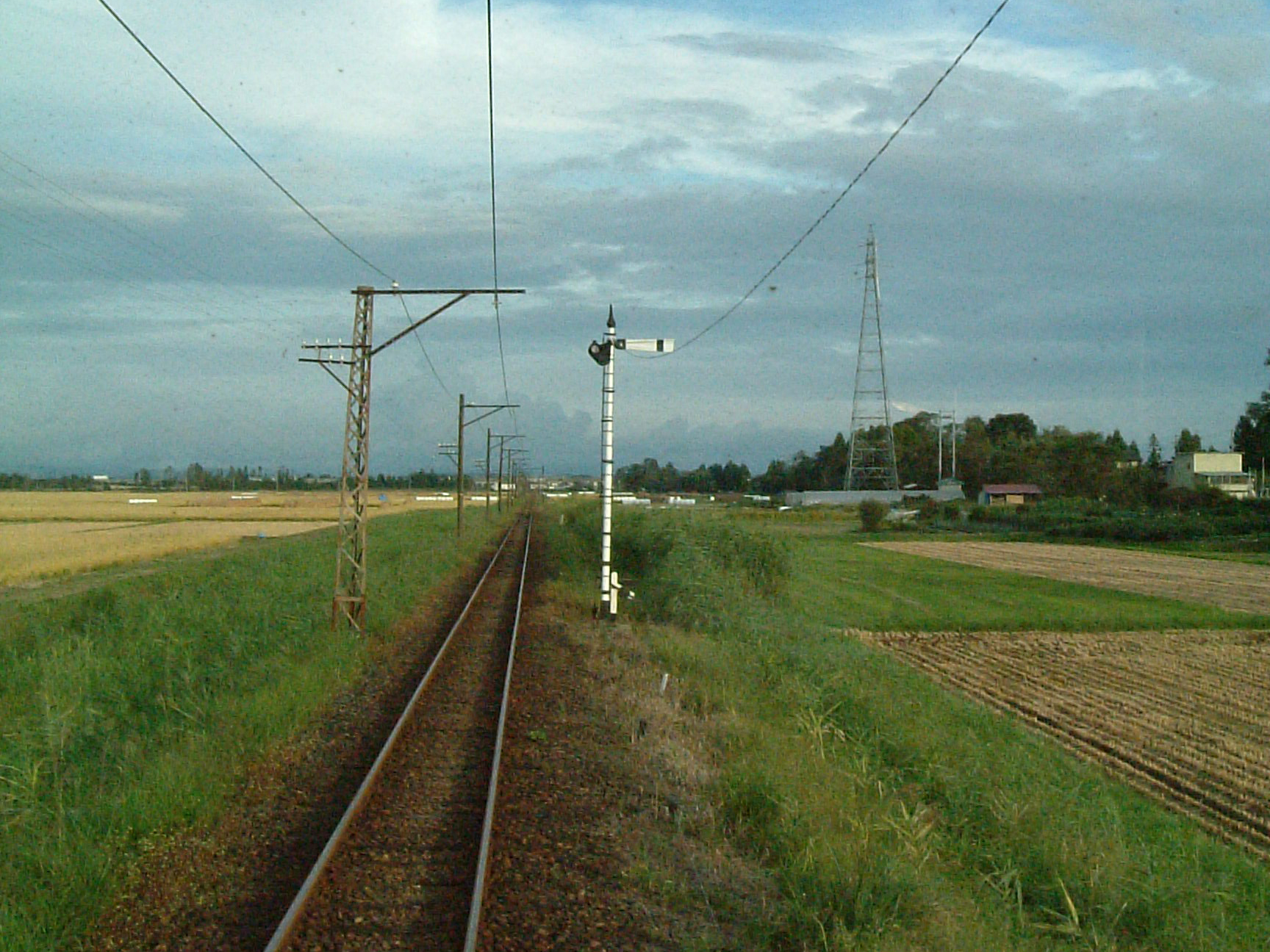
気動車時代の車窓 架線柱や腕木式信号機が見える （2004年9月25日）

### 年表
- 1918年（大正7年）6月22日 - 栗原軌道に対し馬車軌道敷設特許状下付（登米郡石越村-栗原郡鶯澤村間、同郡若柳町-同郡一迫村間、同郡築館町-同郡澤邊村間、同郡同村-金成村間 ）[4]。
- 1921年（大正10年）12月20日 - 石越 - 沢辺間 (8.85 km) 開業[5]。石越駅、若柳駅、大岡駅、沢辺駅が開業。
- 1922年（大正11年）12月17日 - 沢辺 - 岩ヶ崎間 (7.73 km) 開業[5]。岩ヶ崎駅が開業。
- 1924年（大正13年）
  - 1月15日 - 津久毛駅、杉橋駅が開業。
  - 7月12日 - 軌道特許失効（1918年6月22日免許　栗原郡岩ヶ先町-同郡鶯澤村間、同郡若柳町-同郡一迫村間、同郡築館町-同郡澤邊村間、指定ノ期限マテニ工事施工認可申請ヲ為ササルタメ）[6]。
  - 12月2日 - 軌道特許失効（1918年6月22日免許 栗原郡澤邊村-金成村間、指定ノ期限内ニ工事竣功セサルタメ）[7]。
- 1926年（大正15年）10月10日 - 谷地畑駅が開業。
- 1930年（昭和5年）2月13日 - 鳥矢崎駅が開業。
- 1940年（昭和15年）10月8日 - 鉄道免許状下付（栗原郡岩ヶ先町-同郡鶯澤村間）[8]
- 1941年（昭和16年）12月3日 - 栗原鉄道に社名変更。
- 1942年（昭和17年）
  - 月日不詳 - 石越 - 若柳間の経路を変更[9]。
  - 8月20日 - 軌道法による軌道から地方鉄道法による鉄道に変更[10][11]。
  - 12月1日 - 岩ヶ崎 - 細倉鉱山間 (9.1 km) 開業。全線で26.2 km。尾松駅、鶯沢駅、細倉駅、細倉鉱山駅が開業[12]。
- 1950年（昭和25年）9月21日 - 電気運転開始（直流750V）。
- 1951年（昭和26年）11月1日 - 田町駅が開業。
- 1952年（昭和27年）4月1日 - 駒場駅が開業。
- 1953年（昭和28年）5月10日 - 荒町駅が開業。
- 1955年（昭和30年）
  - 9月27日 - 軌間を762 mmから1067 mmに変更[13]。
  - 11月29日 - 栗原電鉄に社名変更。
- 1958年（昭和33年）10月31日 - 田町駅を栗原田町駅に改称。
- 1963年（昭和38年）7月1日 - 岩ヶ崎駅を栗駒駅に改称。
- 1964年（昭和39年）6月1日 - 会社合併により宮城中央交通の路線となる。
- 1966年（昭和41年）10月1日 - 大岡駅の交換設備を撤去。
- 1969年（昭和44年）2月25日 - 再度、栗原電鉄に社名変更。
- 1975年（昭和50年）11月1日 - 津久毛駅の交換設備を撤去。
- 1982年（昭和57年）11月15日 - 鶯沢駅の閉塞取扱いを廃止[14]。
- 1987年（昭和62年）
  - 3月29日  - 細倉 - 細倉鉱山間休止。貨物営業廃止。
  - 4月30日 - 東日本旅客鉄道との連絡運輸廃止。
  - 5月16日 - 栗駒 - 細倉間をスタフ閉塞式に変更[14]。
- 1988年（昭和63年）
  - 7月1日 - 石越 - 若柳間をスタフ閉塞式に変更[14]。
  - 11月1日 - 細倉 - 細倉鉱山間(0.7 km)廃止[10]（10月17日または10月27日とする文献あり）。
- 1990年（平成2年）6月16日 - 細倉 - 細倉マインパーク前間(0.2 km)開業。細倉駅廃止。
- 1993年（平成5年）12月15日 - 親会社の三菱マテリアルが株式を沿線5市町村（当時）に譲渡、第三セクター鉄道となる。
- 1995年（平成7年）
  - 4月1日 - くりはら田園鉄道に社名変更[3]。電化廃止。ワンマン運転開始。駒場駅を鶯沢工業高校前駅に改称[3]。
  - 12月25日 - 大岡小前駅が開業。
- 2007年（平成19年）4月1日 - 鉄道全線廃止[1]。バス輸送（代替バス：栗原市民バス・くりはら田園線）へ転換。

## 運行形態
1 - 2時間に1本程度の運転であった。土曜日と休日には朝と夜の2往復が運行されず、代わりに午前中に1往復が運行されていた。全列車が1両単行によるワンマン運転を行っていた。沿線には高校が数校あり、学生が利用するため朝の1往復をKD10の2両編成で運行していたこともある。車両の夜間滞泊は若柳駅と細倉マインパーク前駅で行っていた。
栗原電鉄時代の最盛期には、「栗駒フラワー」「栗駒もみじ」といった日本国有鉄道（国鉄）仙台駅から東北本線を経由して、石越駅から当線に乗り入れて細倉駅まで直通する臨時旅客列車も設定されていた。

## 利用状況

### 輸送実績
くりはら田園鉄道線の輸送実績を下表に記す。輸送量は、ほぼ一貫して減少し、回復をみないまま廃線となった。
表中、最高値を赤色で、最高値を記録した年度以降の最低値を青色で、最高値を記録した年度以前の最低値を緑色で表記している。
| 年 度              | 輸送実績（乗車人員）：万人 | 輸送実績（乗車人員）：万人 | 輸送実績（乗車人員）：万人 | 輸送実績（乗車人員）：万人 | 輸送密度 人/日 | 貨物輸送量 万t | 特 記 事 項                         |
| ------------------ | -------------------------- | -------------------------- | -------------------------- | -------------------------- | -------------- | -------------- | ----------------------------------- |
| 年 度              | 通勤定期                   | 通学定期                   | 定 期 外                   | 合 計                      | 輸送密度 人/日 | 貨物輸送量 万t | 特 記 事 項                         |
| 1965年（昭和40年） |                            |                            |                            | 183.5                      |                |                | 旅客輸送実績最高値を記録            |
| 1975年（昭和50年） | 12.9                       | 29.5                       | 53.3                       | 95.7                       | 891            | 16.1           |                                     |
| 1976年（昭和51年） | 11.0                       | 28.2                       | 53.0                       | 92.2                       | 860            | 17.7           |                                     |
| 1977年（昭和52年） | 9.1                        | 29.0                       | 52.0                       | 90.2                       | 839            | 13.3           |                                     |
| 1978年（昭和53年） | 7.9                        | 29.5                       | 45.3                       | 82.9                       | 733            | 9.6            |                                     |
| 1979年（昭和54年） | 7.0                        | 25.9                       | 44.2                       | 77.2                       | 680            | 11.1           |                                     |
| 1980年（昭和55年） | 6.1                        | 23.7                       | 42.9                       | 72.8                       | 617            | 9.3            |                                     |
| 1981年（昭和56年） | 6.0                        | 22.6                       | 41.8                       | 70.5                       | 580            | 7.7            |                                     |
| 1982年（昭和57年） | 5.3                        | 20.8                       | 37.5                       | 63.6                       | 522            | 7.3            |                                     |
| 1983年（昭和58年） | 5.4                        | 19.4                       | 35.4                       | 60.2                       | 502            | 6.7            |                                     |
| 1984年（昭和59年） | 5.0                        | 18.0                       | 33.1                       | 56.1                       | 450            | 5.1            |                                     |
| 1985年（昭和60年） | 4.5                        | 18.4                       | 29.8                       | 52.7                       | 413            | 4.6            |                                     |
| 1986年（昭和61年） | 4.6                        | 14.3                       | 25.2                       | 44.1                       | 369            | 3.0            | 細倉-細倉鉱山間休止 貨物営業廃止    |
| 1987年（昭和62年） | 4.4                        | 12.5                       | 23.4                       | 40.3                       | 354            | 0.0            |                                     |
| 1988年（昭和63年） | 3.0                        | 12.0                       | 22.6                       | 37.6                       | 327            | 0.0            | 細倉-細倉鉱山間 (0.7 km) 廃止       |
| 1989年（平成元年） | 2.2                        | 12.2                       | 21.9                       | 36.3                       | 317            | 0.0            |                                     |
| 1990年（平成2年）  | 1.9                        | 11.6                       | 20.7                       | 34.2                       | 320            | 0.0            | 細倉-細倉マインパーク前間開業       |
| 1991年（平成3年）  | 2.4                        | 13.8                       | 19.2                       | 35.4                       | 348            | 0.0            |                                     |
| 1992年（平成4年）  | 2.0                        | 14.1                       | 17.5                       | 33.6                       | 356            | 0.0            |                                     |
| 1993年（平成5年）  | 1.5                        | 14.0                       | 17.2                       | 32.7                       | 360            | 0.0            | 沿線5市町村による第三セクターとなる |
| 1994年（平成6年）  | 1.4                        | 13.4                       | 20.0                       | 34.8                       | 398            | 0.0            |                                     |
| 1995年（平成7年）  | 1.2                        | 14.2                       | 17.0                       | 32.4                       | 369            | 0.0            | 電化廃止 ワンマン運転開始           |
| 1996年（平成8年）  | 1.0                        | 14.6                       | 15.0                       | 30.6                       | 340            | 0.0            |                                     |
| 1997年（平成9年）  | 0.7                        | 12.9                       | 14.0                       | 27.6                       | 309            | 0.0            |                                     |
| 1998年（平成10年） | 0.6                        | 13.6                       | 13.5                       | 27.7                       | 304            | 0.0            |                                     |
| 1999年（平成11年） | 0.4                        | 13.3                       | 12.4                       | 26.1                       | 284            | 0.0            |                                     |
| 2000年（平成12年） | 0.2                        | 11.6                       | 12.0                       | 23.8                       | 256            | 0.0            |                                     |
| 2001年（平成13年） | 0.3                        | 10.3                       | 11.9                       | 22.5                       | 252            | 0.0            |                                     |
| 2002年（平成14年） | 0.3                        | 9.9                        | 11.6                       | 21.8                       | 248            | 0.0            |                                     |
| 2003年（平成15年） | 0.2                        | 8.5                        | 12.7                       | 21.4                       | 227            | 0.0            |                                     |
| 2004年（平成16年） | 0.3                        | 6.6                        | 11.9                       | 18.8                       | 198            | 0.0            |                                     |
| 2005年（平成17年） | 0.2                        | 5.7                        | 11.4                       | 17.3                       | 178            | 0.0            |                                     |
| 2006年（平成18年） | 0.2                        | 5.7                        | 28.6                       | 34.5                       | 452            | 0.0            |                                     |

鉄道統計年報（国土交通省鉄道局監修）より抜粋

### 営業成績
くりはら田園鉄道線の営業成績を下表に記す。
表中、最高値を赤色で、最高値を記録した年度以降の最低値を青色で、最高値を記録した年度以前の最低値を緑色で、その他の極値を黄色で表記している。
| 年 度              | 旅客運賃収入：千円 | 旅客運賃収入：千円 | 旅客運賃収入：千円 | 旅客運賃収入：千円 | 旅客運賃収入：千円 | 貨物運輸 収入 千円 | 運輸雑収 千円 | 営業収益 千円 | 営業経費 千円 | 営業損益 千円 | 営業 係数 |
| ------------------ | ------------------ | ------------------ | ------------------ | ------------------ | ------------------ | ------------------ | ------------- | ------------- | ------------- | ------------- | --------- |
| 年 度              | 通勤定期           | 通学定期           | 定 期 外           | 手小荷物           | 合 計              | 貨物運輸 収入 千円 | 運輸雑収 千円 | 営業収益 千円 | 営業経費 千円 | 営業損益 千円 | 営業 係数 |
| 1975年（昭和50年） | 28,096             | ←←←←               | 83,666             | 10,988             | 122,750            | 119,568            | 1,954         | 244,272       |               |               |           |
| 1976年（昭和51年） | 30,648             | ←←←←               | 91,646             | 14,586             | 136,880            | 156,463            | 4,933         | 298,276       |               |               |           |
| 1977年（昭和52年） | 32,441             | ←←←←               | 93,242             | 16,411             | 142,094            | 147,859            | 5,493         | 295,448       |               |               |           |
| 1978年（昭和53年） | 36,561             | ←←←←               | 97,637             | 15,131             | 149,329            | 107,326            | 6,747         | 263,404       |               |               |           |
| 1979年（昭和54年） | 33,255             | ←←←←               | 94,156             | 10,456             | 137,868            | 131,682            | 7,555         | 277,106       |               |               |           |
| 1980年（昭和55年） | 33,301             | ←←←←               | 97,757             | 6,267              | 137,325            | 133,945            | 7,405         | 278,677       |               |               |           |
| 1981年（昭和56年） | 29,053             | ←←←←               | 93,958             | 4,222              | 127,233            | 125,694            | 7,541         | 260,469       |               |               |           |
| 1982年（昭和57年） | 28,074             | ←←←←               | 91,515             | 2,923              | 122,512            | 124,762            | 8,039         | 255,312       |               |               |           |
| 1983年（昭和58年） | 26,228             | ←←←←               | 85,695             | 1,656              | 113,579            | 103,796            | 7,529         | 224,904       |               |               |           |
| 1984年（昭和59年） | 26,573             | ←←←←               | 91,257             | 379                | 118,209            | 97,953             | 7,693         | 223,855       |               |               |           |
| 1985年（昭和60年） | 25,857             | ←←←←               | 85,513             | 6                  | 111,376            | 95,448             | 7,476         | 214,300       |               |               |           |
| 1986年（昭和61年） | 24,022             | ←←←←               | 82,965             | 11                 | 106,998            | 59,253             | 7,929         | 174,180       |               |               |           |
| 1987年（昭和62年） | 5,949              | 16,684             | 78,471             | 5                  | 101,109            | 0                  | 8,845         | 109,954       |               |               |           |
| 1988年（昭和63年） | 4,663              | 15,364             | 75,371             | 1                  | 95,399             | 0                  | 10,441        | 105,840       |               |               |           |
| 1989年（平成元年） | 4,207              | 16,907             | 70,678             | 1                  | 91,793             | 0                  | 9,489         | 101,282       |               |               |           |
| 1990年（平成2年）  | 3,970              | 17,844             | 70,945             | 2                  | 92,761             | 0                  | 10,260        | 103,021       |               |               |           |
| 1991年（平成3年）  | 4,748              | 24,151             | 66,199             | 1                  | 95,099             | 0                  | 12,588        | 107,687       |               |               |           |
| 1992年（平成4年）  | 3,970              | 26,467             | 62,576             | 1                  | 93,014             | 0                  | 13,199        | 106,213       |               |               |           |
| 1993年（平成5年）  | 3,172              | 26,981             | 63,896             | 3                  | 94,052             | 0                  | 14,467        | 108,519       |               |               |           |
| 1994年（平成6年）  | 2,714              | 25,148             | 75,051             | 0                  | 102,913            | 0                  | 16,207        | 119,120       |               |               |           |
| 1995年（平成7年）  | 2,107              | 25,951             | 65,502             | 1                  | 93,561             | 0                  | 18,558        | 112,119       |               |               |           |
| 1996年（平成8年）  | 1,621              | 28,013             | 54,236             | 1                  | 83,871             | 0                  | 16,614        | 100,485       |               |               |           |
| 1997年（平成9年）  | 1,366              | 28,500             | 54,674             | 0                  | 84,540             | 0                  | 14,503        | 99,043        |               |               |           |
| 1998年（平成10年） | 1,063              | 30,563             | 51,006             | 0                  | 82,632             | 0                  | 14,871        | 97,503        |               |               |           |
| 1999年（平成11年） | 885                | 29,313             | 44,865             | 0                  | 75,063             | 0                  | 12,947        | 88,011        |               |               |           |
| 2000年（平成12年） | 493                | 25,828             | 41,372             | 0                  | 67,693             | 0                  | 12,904        | 80,597        |               |               |           |
| 2001年（平成13年） | 851                | 23,621             | 37,337             | 0                  | 61,809             | 0                  | 12,947        | 74,756        |               |               |           |
| 2002年（平成14年） | 842                | 23,371             | 35,646             | 0                  | 59,859             | 0                  | 12,246        | 72,105        |               |               |           |
| 2003年（平成15年） | 690                | 18,529             | 34,835             | 0                  | 54,054             | 0                  | 12,480        | 66,534        |               |               |           |
| 2004年（平成16年） | 797                | 14,630             | 35,931             | 0                  | 51,358             | 0                  | 13,596        | 64,954        |               |               |           |
| 2005年（平成17年） | 400                | 13,308             | 32,751             | 0                  | 46,459             | 0                  | 13,700        | 60,159        |               |               |           |
| 2006年（平成18年） | 319                | 14,044             | 106,309            | 0                  | 120,672            | 0                  | 29,235        | 149,907       | 181,201       | △31,294       | 120.9     |

鉄道統計年報（国土交通省鉄道局監修）より抜粋

## 駅一覧
- 全駅宮城県に所在。
- 駅員のいる駅は、若柳駅・沢辺駅・栗駒駅となっていた。ただし3月18日から3月31日の廃止までは石越駅にも駅員が配置されていた。

| 駅名                 | 営業キロ | 営業キロ | 接続路線                 | 開業年                                | 所在地       | 所在地                                | 所在地                                 | 所在地        | 位置                                   |
| 駅名                 | 駅間     | 累計     | 接続路線                 | 開業年                                | 1921年開業時 | 1921年開業時                          | 1950年代 - 2005年                      | 2007年 廃止時 | 位置                                   |
| -------------------- | -------- | -------- | ------------------------ | ------------------------------------- | ------------ | ------------------------------------- | -------------------------------------- | ------------- | -------------------------------------- |
| 石越駅               | -        | 0.0      | 東日本旅客鉄道：東北本線 | 1921年                                | 登米郡       | 石越村                                | 石越町                                 | 登米市        | 北緯38度46分7.77秒 東経141度9分32.34秒 |
| 荒町駅               | 1.6      | 1.6      |                          | 1953年                                | 栗原郡       | 若柳町                                | 若柳町                                 | 栗原市        | 北緯38度46分37.9秒 東経141度8分53.2秒  |
| 若柳駅               | 1.5      | 3.1      | 1921年                   | 北緯38度46分29.1秒 東経141度7分54.9秒 | 栗原郡       | 若柳町                                | 若柳町                                 | 栗原市        |                                        |
| 谷地畑駅             | 1.5      | 4.6      | 1926年                   | 北緯38度46分52.7秒 東経141度6分58.0秒 | 栗原郡       | 若柳町                                | 若柳町                                 | 栗原市        |                                        |
| 大岡小前駅           | 1.1      | 5.7      | 1995年                   | 大岡村                                | 栗原郡       | 北緯38度47分7.3秒 東経141度6分18.6秒  | 若柳町                                 | 栗原市        |                                        |
| 大岡駅               | 1.5      | 7.2      | 1921年                   | 大岡村                                | 栗原郡       | 北緯38度47分23.9秒 東経141度5分17.7秒 | 若柳町                                 | 栗原市        |                                        |
| 沢辺駅               | 2.1      | 9.3      | 1921年                   | 沢辺村                                | 栗原郡       | 金成町                                | 北緯38度47分54.0秒 東経141度4分3.5秒   | 栗原市        |                                        |
| 津久毛駅             | 3.5      | 12.8     | 1924年                   | 津久毛村                              | 栗原郡       | 金成町                                | 北緯38度49分6.3秒 東経141度2分8.6秒    | 栗原市        |                                        |
| 杉橋駅               | 1.6      | 14.4     | 1924年                   | 鳥矢崎村                              | 栗原郡       | 栗駒町                                | 北緯38度49分38.8秒 東経141度1分21.8秒  | 栗原市        |                                        |
| 鳥矢崎駅             | 1.0      | 15.4     | 1930年                   | 鳥矢崎村                              | 栗原郡       | 栗駒町                                | 北緯38度49分47.6秒 東経141度0分39.7秒  | 栗原市        |                                        |
| 栗駒駅               | 1.7      | 17.1     | 1922年                   | 岩ヶ崎町                              | 栗原郡       | 栗駒町                                | 北緯38度49分46.6秒 東経140度59分30.7秒 | 栗原市        |                                        |
| 栗原田町駅           | 0.8      | 17.9     | 1951年                   | 鳥矢崎村                              | 栗原郡       | 栗駒町                                | 北緯38度49分29.3秒 東経140度59分9.7秒  | 栗原市        |                                        |
| 尾松駅               | 1.2      | 19.1     | 1942年                   | 尾松村                                | 栗原郡       | 栗駒町                                | 北緯38度49分9.7秒 東経140度58分31.9秒  | 栗原市        |                                        |
| 鶯沢駅               | 2.5      | 21.6     | 1942年                   | 鶯沢村                                | 栗原郡       | 鶯沢町                                | 北緯38度48分36.0秒 東経140度56分56.5秒 | 栗原市        |                                        |
| 鶯沢工業高校前駅     | 2.2      | 23.8     | 1952年                   | 鶯沢村                                | 栗原郡       | 鶯沢町                                | 北緯38度48分25.6秒 東経140度55分31.9秒 | 栗原市        |                                        |
| 細倉マインパーク前駅 | 1.9      | 25.7     | 1942年                   | 鶯沢村                                | 栗原郡       | 鶯沢町                                | 北緯38度48分10.9秒 東経140度54分21.7秒 | 栗原市        |                                        |

## 未成線
栗原軌道は若柳から一迫村への支線や沢辺から金成への支線、築館から金田への支線、栗駒駅から鶯沢町内への支線の特許を取得していたが、その全てが1924年に失効している。

## 廃線跡の状況
清算法人に移行したくりはら田園鉄道は、順次関連施設の撤去、取り壊しを進めた。当時は金属価格（特に銅）の価格が高騰しており撤去費用の捻出が可能だったことから、道路交通法に関係する踏切を構成する設備、栗原電鉄時代の名残だった架線および架線柱は廃止から比較的早い段階で撤去された。また、津久毛駅と栗原田町駅周辺にあった津久毛変電所・田町変電所は2009年に解体された。有人駅だった沢辺、栗駒を含む大半の駅も2010年までに解体されている。
線路に関しては多くが存置されており、鉄橋等もバリケードが築かれた程度で撤去は進んでいない。これには栗原電鉄が重金属を輸送していたため、路盤が汚染されていることも影響しているとされる。

## 動態保存
廃止となった2007年には、「くりでん自作トロッコ全国交流フォーラム」のほか、11月10 - 11日にかけて栗駒駅を会場に「くりでん体験乗車会」が開かれた。体験乗車会には、かつての営業車両を使用するため、11月8日に若柳 - 栗駒間をDB10形 (DB101) 機関車に牽引されたKD95形 (KD953) 気動車を回送。同月12日に返却回送が行われている。

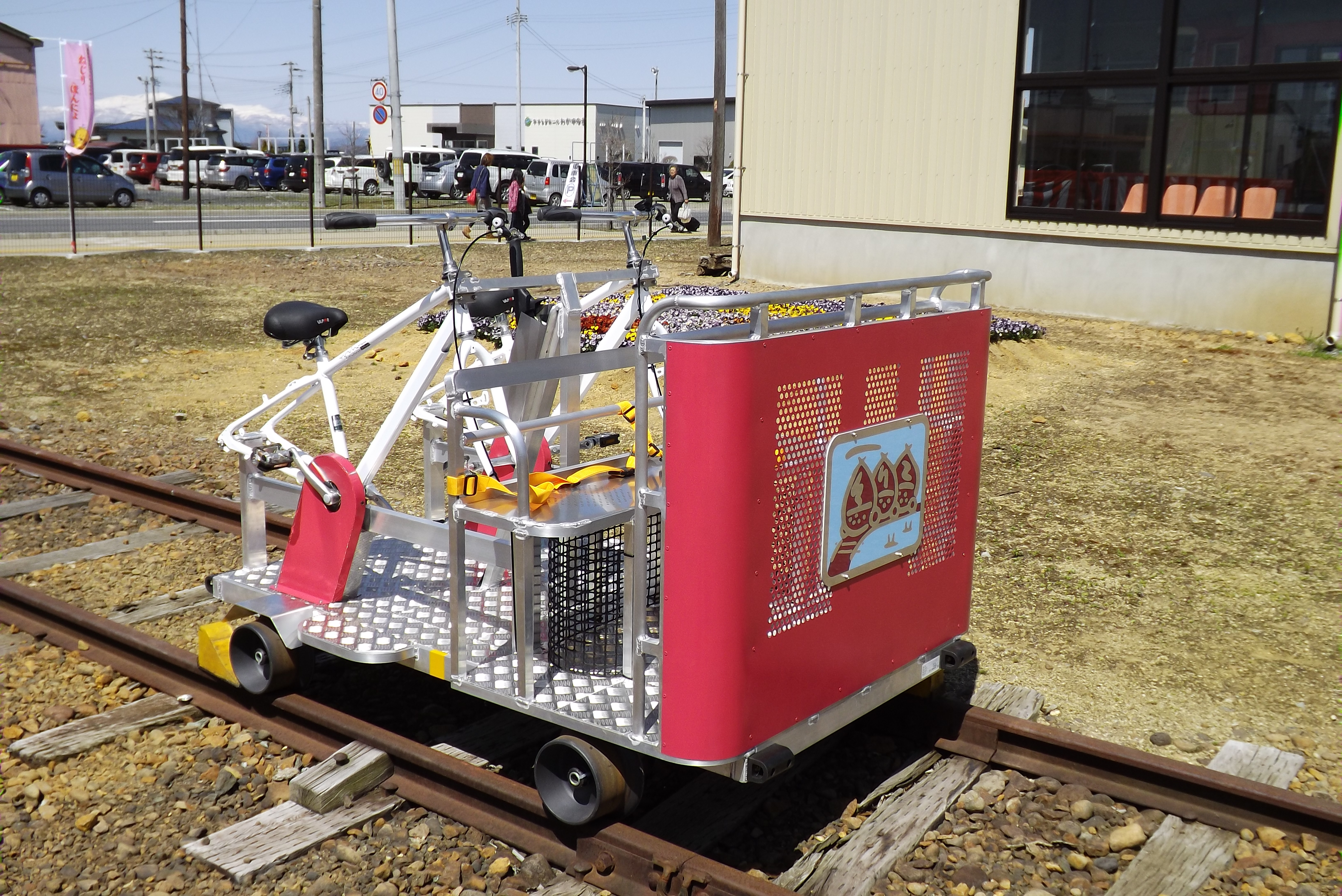
旧くりはら田園鉄道若柳駅構内で一般乗車用に使われる4人乗り軌道自転車「くりでんレールバイク」。宮田工業栗原工場製。

栗原市は2010年に若柳駅跡に「くりはら田園鉄道公園」を整備し、若柳駅から石越駅側へ約500mの区間を往復運転する動態保存を開始した。原則、毎月第2日曜日を運転日としている。石越駅側の折り返し地点には、動態保存事業に際して新設した「片町裏信号所」がある。行き違い施設はないものの信号扱所があり、若柳駅との間でタブレット閉塞や電話連絡、腕木式信号機の操作を再現している。
2014年4月から列車の運行がない週の日曜日等に同じ区間で4人乗り軌道自転車（宮田工業栗原工場製）による「くりでんレールバイク乗車会」が行なわれている。いずれも運営は、市のほかOB社員や鉄道ファンらで組織する「くりでん保存愛好会」が行っている。

## くりはら田園鉄道線に関する楽曲
- 「windy train」（樋口了一、いずれも2006年発売のマキシシングル「windy train」、「風の呼び声／windy train」に収録）
- 「鉄路にさよならを」（SUPER BELL"Z、2007年発売のアルバム「MOTO(e)R MAN 鉄子の旅」に収録）
- 「風のうた」（姫神、くりはら田園鉄道のイメージ曲で、この曲のみ収録したオリジナルのシングルCD「風のうた くりはら田園鉄道に想いを寄せて」がグッズとして販売されていた。アルバム「マヨヒガ」に収録）